# Lech Celewicz
Lech Paweł Celewicz (ur. 1951) – polski chemik, doktor habilitowany nauk chemicznych w zakresie chemii, profesor nadzwyczajny na Wydziale Chemii Uniwersytetu im. Adama Mickiewicza w Poznaniu.

## Życiorys
W 1978 uzyskał na UAM stopień doktora nauk chemicznych na podstawie rozprawy pt. Synteza i fotodimeryzacja pochodnych 1,1'-trójmetylenobis-(5,6-polimetyleno)uracyli. W 2000 na Wydziale Chemii tego samego Uniwersytetu na podstawie dorobku naukowego oraz rozprawy pt. Reakcje fotochemiczne pochodnych zasad pirymidynowych otrzymał stopień doktora habilitowanego nauk chemicznych w zakresie chemii, specjalność: fotochemia. Jest profesorem nadzwyczajnym na Wydziale Chemii UAM oraz kierownikiem Pracowni Chemii Nukleozydów i Nukleotydów na tym Wydziale.